# Mursal Nabizada
Mursal Nabizada (en pastún: مرسل نبی زادہ‎; c. 1991
-2023) fue una política afgana, activista por los derechos de las mujeres, legisladora y crítica de los talibanes que fue integrante de la Cámara del Pueblo de Kabul. Fue asesinada en Kabul en enero de 2023 por los talibanes.

## Trayectoria
Nació en la provincia de Nangarhar, Afganistán, en el barrio de Arzaan Qemat del Distrito 12. Se licenció en la Universidad de Balj en el norte de Afganistán.
Nabizada fue elegida para formar parte de la Cámara del Pueblo, la cámara baja de la Asamblea Nacional, para representar a Kabul en las elecciones parlamentarias de 2018. Fue elegida Comisionada de Defensa Parlamentaria, donde consiguió un total de 1.396 votos. La sesión inaugural del período se celebró el 29 de junio de 2019. Prestó servicio en la Asamblea Nacional hasta la toma de poder de Afganistán por los talibanes en agosto de 2021 siendo una de las pocas mujeres integrantes del Parlamento que permaneció en Kabul tras la llegada de los talibanes al poder.
Fuera del Parlamento, trabajó para el Instituto de Desarrollo e Investigación de Recursos Humanos. Como miembro activo de la Unión Interparlamentaria (UIP), asistió a numerosas conferencias, como la celebrada en Nueva York en 2020, organizada por la UIP.
En diciembre de 2022, los talibanes promulgaron un estatuto que negaba a las mujeres el acceso a la participación en esferas públicas de trabajo, como las organizaciones no gubernamentales, y matricularse en la ciudad. Se les prohibía también conseguir empleo. Nabizada fue una dura crítica de esta segregación de sexos en Afganistán y luchó contra el matrimonio forzado de mujeres y niñas.

## Asesinato
Alrededor de las 3:00 am del 15 de enero de 2023, fue asesinada a tiros en el primer piso de su casa en Kabul, junto con uno de sus guardaespaldas personales llamado Ismail, por desconocidos. Tenía 32 años. Su hermano y un guardia de seguridad resultaron heridos por los disparos. Otro guardia de seguridad huyó con dinero y joyas. Su asesinato fue el primero de un miembro del Parlamento realizado después de la toma de poder de los talibanes en 2021. Los talibanes atacaron a antiguos miembros del Frente de Resistencia Nacional y a figuras de la oposición en el Parlamento que apoyaron la intervención de los Estados Unidos en Afganistán.  Mursal Nabizada y otras seiscientas personas fueron asesinadas en estos ataques.
A Nabizada le habían ofrecido una visa humanitaria para que huyera de Afganistán, sin embargo, decidió quedarse en protesta por las tácticas de miedo llevadas a cabo por los talibanes. Mariam Solaimankhil afirmó: "una auténtica pionera, una mujer fuerte y franca que defendió lo que creía, incluso ante el peligro. A pesar de que se le ofreció la oportunidad de abandonar Afganistán, decidió quedarse y luchar por su pueblo". Según la denuncia -presentada por la UIP por violación de los derechos humanos-, Nabizada había expresado anteriormente a otros parlamentarios que viven en el exilio en Afganistán su preocupación por haber sido amenazada y acosada en repetidas ocasiones por un alto funcionario de inteligencia no identificado del Ministerio del Interior talibán. Al parecer, el funcionario le dijo que pretendía obligarla a contraer matrimonio. Nabizada afirmó que se negó a ceder a esas amenazas de matrimonio forzado.
Tras la muerte de Nabizada, el Parlamento canadiense prometió ayudar a 40.000 refugiados afganos y otorgarles asilo en Canadá para fines de 2023.

## Investigación
Los oficiales de policía Khalid Zadran y el jefe de policía Molvi Hamidullah Khalid fueron los funcionarios a cargo de la investigación de la muerte de Nabizada. Sin embargo, António Guterres, secretario general de las Naciones Unidas, hizo una declaración argumentando que los talibanes estaban actuando con total impunidad contra las mujeres y sugirió realizar una investigación independiente. El Parlamento del Reino Unido emitió una declaración sobre el asesinato de Nabizada en la que afirmaba que "condenaban enérgicamente las acciones de sus asesinos". En esta declaración, el Parlamento del Reino Unido deseaba crear un plan para ayudar a otras mujeres a escapar de Afganistán de manera segura. Esta declaración fue firmada por un total de 17 miembros del Parlamento.